# Jaime Maussan
Jose Jaime Maussan Flota, född 31 maj 1953, är en mexikansk författare, journalist och ufolog.